# Тайшаньцы в Гонконге
Тайшаньцы (англ. Taishanese people, англ. Sze Yap Cantonese, кит. 四邑廣東人) — одна из крупнейших этнолингвистических групп населения Гонконга, входящая в состав более крупной общности гуандунцев. Выходцы из уезда Тайшань (округ Цзянмынь провинции Гуандун) и их потомки говорят на тайшаньском диалекте (он же сыяп) языка юэ и имеют своеобразные культурные отличия.
Ранее тайшаньцы были известны как «кантонцы сыяп» («кантонцы сыи»), поскольку происходили из региона Сыяп, или Сыи (Sze Yup, Siyi, 四邑, в переводе с китайского означает «четыре уезда») — нынешних уездов Тайшань, Кайпин, Эньпин и Синьхуэй округа Цзянмынь.

## История
Во второй половине XIX века большое число тайшаньцев выехало через Гонконг в Северную Америку (сегодня около 1,3 миллиона китайских иммигрантов США и Канады имеют тайшаньские корни).
На волне взаимной вражды в 1855—1867 годах в южном Гуандуне (особенно в районе современного округа Цзянмынь) и отчасти в британском Гонконге разгорелась война между «местными» гуандунцами (пунти) и «пришлыми» хакка. Исторически пунти занимали плодородные равнины, а хакка селились на окрестных холмах и в малопригодных для земледелия районах. Со временем взаимная неприязнь и социальное неравенство вылились в череду кровавых столкновений. Стороны конфликта массово разрушали деревни противников, брали в плен уцелевших, продавали мужчин на плантации в Латинскую Америку, а женщин — в бордели Гонконга и Макао. В результате конфликта погибло около 1 млн человек, несколько миллионов стали беженцами (из-за численного преимущества пунти потери хакка были более существенными). 
После подавления восстания тайпинов цинские войска наконец-то прекратили войну между пунти и хакка, с трудом разведя враждующие стороны. Уцелевшие хакка были изолированы в уезде Чиси, выделенном из уезда Тайшань (сегодня входит в состав округа Цзянмынь), остальные были перемещены в провинцию Гуанси. И восстание тайпинов, и конфликт между пунти и хакка привели к новой волне беженцев, устремившихся в относительно спокойный британский Гонконг (напряжённость между пунти и хакка сохранилась и на новом месте).
Определить точную численность тайшаньцев Гонконга и их долю среди всего населения довольно трудно. В 1911 году в колонии насчитывалось 45 тыс. «кантонцев сыяп», в 1921 году — 71 тыс., в 1931 году — 101 тыс.; в 1960—1970-х годах «кантонцы сыяп» составляли около 30 % всего населения Гонконга (в 1961 году их насчитывалось 574 тыс. человек, в 1971 году — 685 тыс.). По состоянию на начало 1980-х годов 3,1 % всех китайцев Гонконга разговаривали на тайшаньском диалекте (сыяп) языка юэ. Иммиграция тайшаньцев в Гонконг продолжается и после 1997 года, их община занимает второе или третье место среди всех этно-лингвистических групп Гонконга.

## Современное положение
Носители тайшаньского диалекта с трудом понимают кантонский диалект, считающийся в Гонконге более престижным. Многие представители второго и третьего поколений тайшаньцев полностью переходят на кантонский и утрачивают родной диалект. Если в 1961 году на диалекте сыяп разговаривало 4,36 % гонконгцев, в 1983 году — 6,3 % всех китайцев Гонконга, в 1993 году — 3,3 % всех жителей Гонконга, то в 2006 году перепись населения вообще не зафиксировала носителей этого диалекта. 
Тайшаньцы традиционно составляют заметную прослойку среди бизнесменов, политиков, чиновников и деятелей индустрии развлечений Гонконга. Среди знаменитых тайшаньцев Гонконга — бизнесмены Лэй Хэйсань (Hysan Development), Ронни Чан (Hang Lung Group), Дэвид Ли (Bank of East Asia), Ли Куовэй (Hang Seng Bank), Виктор и Уильям Фунги (Li & Fung), Ли Кумсён (Lee Kum Kee) и Джеймс Ву (Maxim's Caterers), политик Джон Цанг, бывший председатель Верховного суда Гонконга Эндрю Ли, кинорежиссёры Ли Миньвэй и Карл Мака, артисты Ти Лун, Энди Лау, Донни Йен, Тони Люнчувай, Алан Там, Адам Чэн, Джоуи Юнг, Альфред Чхён, Реймонд Вонг и Дэнни Чан.